# Puente de Höga Kusten
El puente de Höga Kusten (en sueco: Högakustenbron) es un puente colgante sobre la desembocadura del río Ångerman, cerca de Veda, en la zona limítrofe de los municipios de Härnösand y Kramfors, en la provincia de Västernorrland, al norte de Suecia. El área es conocida como Höga Kusten, de ahí el nombre del puente. El puente reemplazó al Sandöbron, que cruzaba el río en una nueva extensión de la Ruta europea E4.
Es el segundo puente colgante más largo de Escandinavia (por detrás del puente del Gran Belt en Dinamarca), tercero de Europa (tras el puente del Gran Belt y el puente del Humber del Reino Unido) y el undécimo del mundo.
La longitud total del puente es de 1867 m, el vano es de 1210 m y la altura de los pilares es de 180 m. El gálibo marítimo es de 40 m. El puente fue construido entre 1993 y 1997, inaugurándose de forma oficial el 1 de diciembre de 1997.